# Revolució Bulldozer
La "Revolució Bulldozer" va ser un terme utilitzat per descriure una sèrie d'esdeveniments en la història política de Sèrbia, específicament durant l'any 2000. Aquests esdeveniments van culminar en la caiguda del règim autoritari de Slobodan Milošević, que havia estat al poder durant més de una dècada.
La revolució va rebre el seu nom a causa de la tàctica dels manifestants d'usar vehicles com a buldòzers per enderrocar barreres i blocs de carreteres col·locats per les forces de seguretat del govern.
La Revolució Bulldozer va ser un moviment de protesta liderat per l'oposició sèrbia, inclosos estudiants, sindicats i grups de la societat civil, que exigien reformes democràtiques i la fi del règim de Milošević, que havia estat acusat de corrupció, repressió política i violacions dels drets humans.
Les protestes van començar a l'hivern de 1996-1997, però van arribar al punt màxim a l'octubre de 2000, després d'unes eleccions presidencials disputades que l'oposició al·legava que havien estat manipulades a favor de Milošević. L'oposició va organitzar manifestacions massives als carrers de Belgrad i altres ciutats, desafiant la repressió del govern.
La Revolució Bulldozer va arribar al punt culminant el 5 d'octubre de 2000, quan centenars de milers de persones es van congregar a Belgrad i van ocupar edificis governamentals clau. Les forces de seguretat es van negar a reprimir violentament les protestes, i finalment, Milošević va ser obligat a reconèixer la seva derrota a les eleccions i renunciar al poder.
Aquest esdeveniment va marcar una fita en la història de Sèrbia, portant a la transició cap a un govern més democràtic ia l'eventual enjudiciament de Milošević per crims de guerra davant el Tribunal Penal Internacional per a l'ex Iugoslàvia. La Revolució Bulldozer esdevingué un símbol de la resistència pacífica i el poder del poble en la lluita contra l'opressió política.